# Ясуда Мітіо
Ясуда Мітіо (яп. 保田 道夫, нар. 10 листопада 1949 —) — японський футболіст, що грав на позиції воротаря.

## Клубна кар'єра
Грав за команду Ніппон Стіл.

## Виступи за збірну
Дебютував 1979 року в офіційних матчах у складі національної збірної Японії. У формі головної команди країни зіграв 1 матч.

## Статистика
Статистика виступів у національній збірній.
| Збірна Японії | Збірна Японії | Збірна Японії |
| Роки          | Ігри          | голи          |
| ------------- | ------------- | ------------- |
| 1979          | 1             | 0             |
| Усього        | 1             | 0             |